# Robert French
Robert French (ur. 19 marca 1947) – australijski prawnik, urzędujący prezes Sądu Najwyższego Australii.

## Życiorys
Pochodzi z Australii Zachodniej, uzyskał z licencjat z prawa i nauk ścisłych na University of Western Australia. W wieku 22 lat bez powodzenia próbował kariery politycznej, kandydując do Izby Reprezentantów z ramienia Liberalnej Partii Australii. 
W 1972 uzyskał prawo wykonywania zawodu adwokata i podjął praktykę. W 1986 został sędzią federalnym. W latach 2004–08 zasiadał w Sądzie Najwyższym Australijskiego Terytorium Stołecznego. Równolegle w latach 2003-08 był członkiem Sądu Najwyższego Fidżi (australijscy i nowozelandzcy prawnicy stosunkowo często pełnią tego rodzaju funkcje w małych państwach Oceanii). W lipcu 2008 premier Kevin Rudd ogłosił, iż wybrał go na następnego prezesa Sądu Najwyższego Australii. 1 września 2008 złożył przysięgę i objął urząd. 
Jest doktorem honoris causa Edith Cowan University.